# Ryan Murphy (Eishockeyspieler, 1993)
Ryan Murphy (* 31. März 1993 in Aurora, Ontario) ist ein kanadischer Eishockeyspieler, der seit Juli 2025 beim EHC Red Bull München aus der Deutschen Eishockey Liga (DEL) unter Vertrag steht und dort auf der Position des Verteidigers spielt. Zuvor absolvierte Murphy unter anderem 176 Spiele für die Carolina Hurricanes, Minnesota Wild und New Jersey Devils in der National Hockey League (NHL).

## Karriere

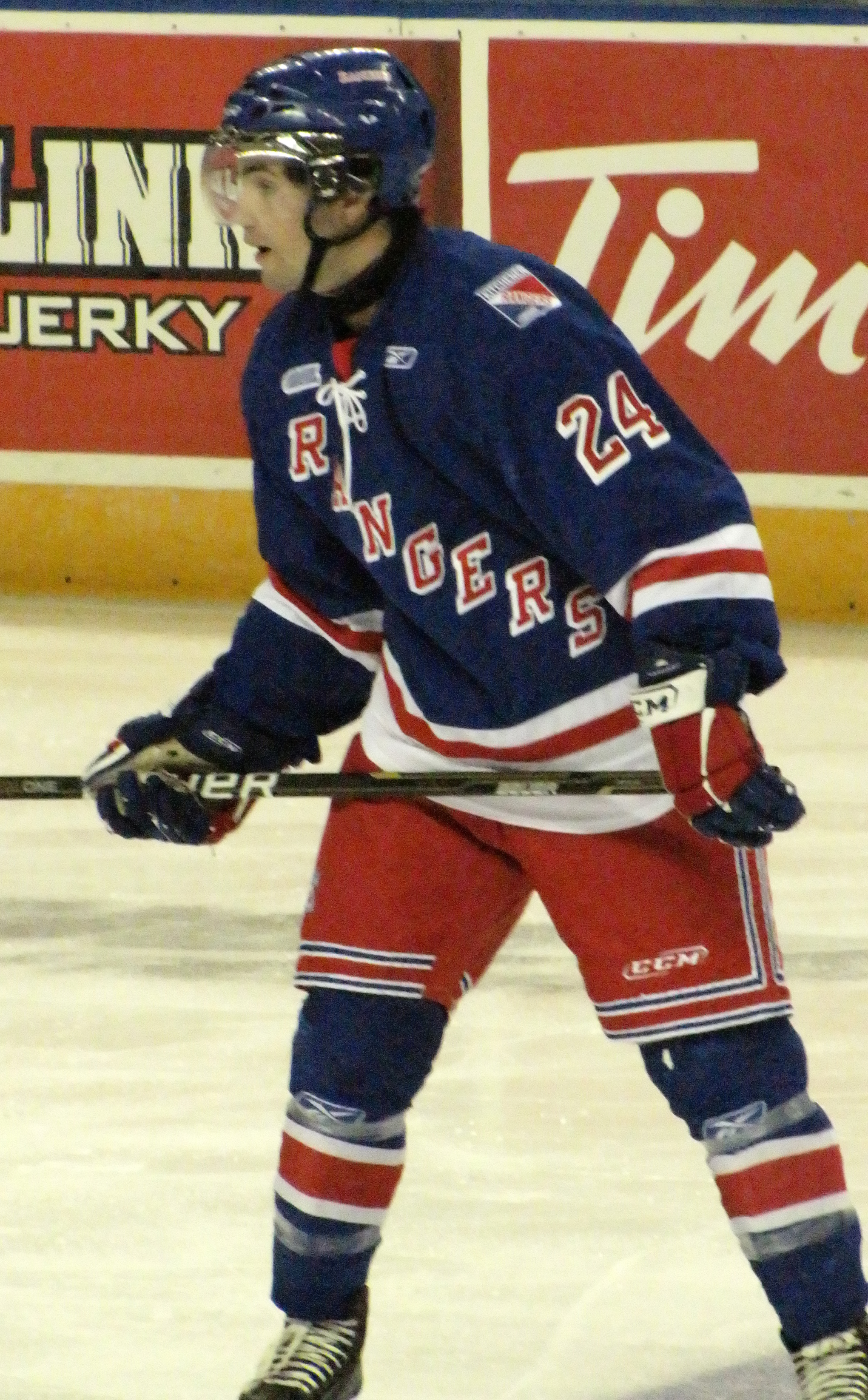
Murphy im Trikot der Kitchener Rangers (2010)

Murphy begann seine Karriere in den Juniorenligen des Großraum Toronto und wurde als erster Verteidiger in der Priority Selection 2009 der Ontario Hockey League (OHL) an insgesamt dritter Stelle von den Kitchener Rangers ausgewählt. In seiner Debütsaison gelangen ihm 33 Torvorlagen in 63 Spielen, die ihm eine Nominierung ins First All-Rookie Team der OHL einbrachten. Mit 17 Punkten aus 20 Spielen trug er zudem wesentlich zum Einzug der Rangers ins Halbfinale der Playoffs bei. In der folgenden Saison konnte der Verteidiger seine Punktausbeute verdoppeln und war mit 26 Treffern torgefährlichster Verteidiger der Liga. Murphy wurde daraufhin nach Saisonende ins erste All-Star Team der OHL gewählt. Im NHL Entry Draft 2011 wurde Ryan Murphy in der ersten Runde an zwölfter Position von den Carolina Hurricanes aus der National Hockey League (NHL) selektiert und unterschrieb noch im selben Jahr einen NHL-Einstiegsvertrag. Von den Scouts wurden im Vorfeld des Drafts besonders sein guter Schuss, seine Beweglichkeit und seine Fähigkeiten im Überzahlspiel hervorgehoben. Nach dem Draft verblieb Murphy zunächst für zwei weitere Spielzeiten in Kitchener und führte die Mannschaft 2011/12 als Assistenzkapitän erneut ins Halbfinale der Play-offs. Dabei war er mit 20 Assists bester Vorlagengeber der Liga. In der folgenden Spielzeit wurde der Verteidiger zum Mannschaftskapitän der Rangers ernannt und zum dritten Mal in Folge in ein All-Star Team der Liga gewählt. Während der Saison gab er im Februar 2013 sein Profidebüt für die Carolina Hurricanes, als er vier Einsätze in der NHL absolvierte.
In der Saison 2013/14 stand Murphy dauerhaft im Aufgebot der Hurricanes und bestritt 48 Spiele in der NHL. Parallel kam er für deren Farmteam, die Charlotte Checkers, in der American Hockey League zum Einsatz und kam dort in 22 Einsätzen auf einen Schnitt von einem Punkt pro Spiel. In der folgenden Saison wurde er fürs AHL All-Star Classic nominiert. Im Laufe der Jahre pendelte der Verteidiger im wieder zwischen dem Kader der Hurricanes und der Checkers, ohne sich dauerhaft im NHL-Aufgebot festzusetzen. Im Juni 2017 trennte sich Carolina schließlich von seinem einstigen Erstrunden-Wahlrecht, als Murphy gemeinsam mit Torwart Eddie Läck und einem Siebtrunden-Wahlrecht im NHL Entry Draft 2019 zu den Calgary Flames transferiert wurde. Im Gegenzug erhielten die Hurricanes Keegan Kanzig und ein Sechstrunden-Wahlrecht im selben Draft. Zudem übernahm Carolina weiterhin die Hälfte von Läcks Gehalt.
Unmittelbar nach dem Transfer bezahlten die Flames Murphy jedoch das Gehalt des ausstehenden letzten Vertragsjahres aus, sodass dieser am 1. Juli als Free Agent galt und in den Minnesota Wild einen neuen Arbeitgeber fand. Auch den bei den Wild gelang es ihm nicht, sich dauerhaft in der NHL zu etablieren, sodass er im Januar 2019 im Tausch für Michael Kapla an die New Jersey Devils abgegeben wurde. Dort absolvierte er bis zum Saisonende mit Ausnahme einer NHL-Partie sämtliche Spiel für das Farmteam Binghamton Devils in der AHL. Im Juli 2019 unterzeichnete Murphy einen Vertrag bei Neftechimik Nischnekamsk aus der Kontinentalen Hockey-Liga (KHL), wo er eine Spielzeit verbrachte. Im August 2020 schloss sich der Verteidiger den neu gegründeten Henderson Silver Knights aus der AHL an, wurde jedoch im Rahmen der Saisonvorbereitung noch einmal in die KHL an den HK Dinamo Minsk verliehen. In der AHL verzeichnete Murphy anschließend 27 Punkte in 33 Partien und wurde am Ende der Saison als bester Abwehrspieler der Liga mit dem Eddie Shore Award ausgezeichnet sowie ins All-Star Team der Pacific Division gewählt. Anschließend gelang ihm die Rückkehr in die NHL, indem er im Juli 2021 als Free Agent zu den Detroit Red Wings wechselte.
Nachdem er in der Saison 2021/22 auch dort ohne NHL-Einsatz geblieben war, wechselte der Kanadier im Juni 2022 für eine Saison zurück in die KHL zu Salawat Julajew Ufa. Anschließend zog es den Verteidiger im Juli 2023 zum österreichischen Klub EC Red Bull Salzburg aus der ICE Hockey League, mit dem er in den folgenden beiden Spielzeiten die Liga gewann. Zur Saison 2025/26 wechselte Murphy gemeinsam mit Phillip Sinn von Salzburg zum ebenfalls von der Red Bull GmbH unterstützten EHC Red Bull München in die Deutsche Eishockey Liga (DEL).

### International
Ryan Murphy vertrat seine Heimatprovinz Ontario bei der World U-17 Hockey Challenge 2010 und gewann mit der Mannschaft die Silbermedaille. Im folgenden Jahr wurde er bei der U18-Junioren-Weltmeisterschaft erstmals ins Team Canada berufen und war mit 13 Punkten bester Scorer seiner Mannschaft sowie punktbester Abwehrspieler des Turniers. Er erhielt dafür die Auszeichnung als bester Verteidiger. Die Mannschaft unterlag im Spiel um Platz 3 allerdings Russland und blieb somit ohne Medaille. Bei der U18-Junioren-Weltmeisterschaft 2013 stand Murphy erneut im Aufgebot der Kanadier.

## Erfolge und Auszeichnungen
| - 2010 OHL First All-Rookie Team - 2011 Teilnahme am CHL Top Prospects Game - 2011 OHL First All-Star Team - 2012 OHL Second All-Star Team - 2013 OHL Second All-Star Team - 2015 Teilnahme am AHL All-Star Classic | - 2021 Eddie Shore Award - 2021 AHL Pacific Division All-Star Team - 2024 Meister der ICE Hockey League und Österreichischer Meister mit dem EC Red Bull Salzburg - 2024 ICEHL All-Star Team - 2025 Meister der ICE Hockey League und Österreichischer Meister mit dem EC Red Bull Salzburg - 2025 ICEHL All-Star Team |

### International
- 2010 Silbermedaille bei der World U-17 Hockey Challenge
- 2011 Bester Verteidiger der U18-Junioren-Weltmeisterschaft

## Karrierestatistik
Stand: Ende der Saison 2024/25

### International
Vertrat Kanada bei:
- World U-17 Hockey Challenge 2010
- U18-Junioren-Weltmeisterschaft 2011
- U20-Junioren-Weltmeisterschaft 2013

(Legende zur Spielerstatistik: Sp oder GP = absolvierte Spiele; T oder G = erzielte Tore; V oder A = erzielte Assists; Pkt oder Pts = erzielte Scorerpunkte; SM oder PIM = erhaltene Strafminuten; +/− = Plus/Minus-Bilanz; PP = erzielte Überzahltore; SH = erzielte Unterzahltore; GW = erzielte Siegtore; 1 Play-downs/Relegation; Kursiv: Statistik nicht vollständig)